# 신통기
《신통기》(神統記, 고대 그리스어: Θεογονία 테오고니아[*]), 또는 《신들의 계보》는 고대 그리스의 시인 헤시오도스의 서사시로 우주의 탄생과 신들의 기원 및 계통에 관한 내용을 담고 있다.

## 내용
《신통기》는 총 1022행의 서사시, 장단단(長短短) 육각시(六脚詩) 형태로 되어있다. 우주의 기원과 탄생, 제우스, 아폴론 같은 인격신(人格神)뿐만 아니라 대지, 밤, 졸음 등 모든 자연형상까지도 신의 범주에 포함하기 때문에 사실상 신들의 탄생과 우주의 탄생을 노래한 것으로 보아야 한다.
서가(序歌)에 이어 세계의 생성에 언급, 혼돈 상태의 카오스에서 가이아(대지의 여신)로, 가이아에서 우라노스(천공의 신)에 이르고 이 양자의 결합에서 티탄 신족이 태어나며, 아들 크로노스에서 제우스신에 이르는 3대 교체(交替) 신화가 기술되어 있다. 한편 티탄(Titan) 중의 하나인 이아페토스의 아들 프로메테우스나 인간과의 교섭이라든가 거인들과의 싸움을 서술하였고 나아가서는 여러 신들이나 영웅의 탄생에 대해서도 언급했으나 얼마간 황급하게 시는 끝나고 있다.
각 행별로 내용은 다음과 같다.
- 1~115행 : 서사, 무사 여신의 기원 및 작자가 노래하게 된 경위
- 116~122행 : 최초의 세가지 힘들 : 카오스, 가이아, 에로스
  - 123~125행 : 카오스의 자녀들
  - 126~138행 : 가이아의 자녀들 - 우라노스, 폰토스, 티탄족들
- 139~154행 : 퀴클롭스들과 헤카톤케이레스
- 154~210행 : 크로노스의 우라노스의 거세 : 가이아의 음모, 우라노스의 거세로 생겨난 것들 - 기가스들, 에리니에스, 멜리아스, 아프로디테 등
- 211~232행 : 밤과 불화 (不和)의 자녀들 - 운명, 죽음, 비난 등등
- 233~336행 : 폰토스의 자녀들 - 네레우스, 네레이스, 포르퀴스와 케토, 메두사, 에키드나
- 337~370행 : 오케아노스와 강(江)의 자식들 - 오케아니스들 및 강들의 목록
- 371~410행 : 티탄 신족들의 자녀들 - 히페리온과 테이아, 크레이오스와 에우리비아, 에오스와 아스트라이오스, 스틱스와 팔라스, 레토와 아스테리아의 자녀들
- 411~452행 : 헤카테의 찬가 - 헤카테의 능력 및 영향력
- 453~500행 : 제우스 남매들의 탄생 - 크로노스의 레아의 자식들
  - 501~506행 : 퀴클롭스의 해방
- 507~616행 : 이아페토스의 아들들과 제우스
  - 507~520행 : 아틀라스, 메노이티오스, 프로메테우스, 에피메테우스
  - 521~616행 : 프로메테우스의 이야기 - 프로메테우스의 처벌, 최초의 여인 판도라
- 617~735행 : 티탄족들과의 전쟁 - 헤카톤케이레스의 해방, 티탄족의 제압, 제우스의 번개
- 736~819행 : 하계 (下界) - 저승의 세계
- 820~885행 : 튀폰과 그 자녀들 - 돌풍과 제우스의 싸움
- 886~929행 : 제우스의 아내들과 자녀들 - 메티스, 테미스, 데메테르, 페르세포네, 아폴론, 아르테미스, 헤라, 아테네, 헤파이스토스 등
- 930~933행 : 포세이돈의 아들
- 934~937행 : 아레스의 두 아들
- 938~944행 : 제우스의 다른 세 아들 - 헤르메스, 디오니소스, 헤라클레스
  - 945~946행 : 헤파이스토스
  - 947~955행 : 아리아드네, 헤라클레스
- 956~962행 : 키르케, 아이에테스, 메데이아
- 963~1,020행 : 여신들과 남자들의 교합
- 1,021~1,022행 : 여인들의 목록의 서두

## 해석
신화를 문자 그대로 받아들이기보다 현실의 물리적 혹은 추상적인 원리를 이야기 하기 위해 신화를 도입한 것으로 볼 수 있다. 추상적 개념을 설명하기 위해 신화를 도입하는 것은 초기 여러 문명에서 종종 보이는 현상이다. 플라톤도 표현하기 힘든 것을 형상화할 때 신화를 빌렸다.

## 같이 보기
- 고대 그리스 문학
- 그리스 신화
- 티타노마키아
- 기간테스
- 호메로스
- 헤시오도스
- 고대 그리스 철학

## 참고 자료
- 《신들의 계보》, 헤시오도스 지음, 천병희 옮김, 도서출판 숲, 2009